# Каминский, Артём Владимирович
Артём Владимирович Каминский (бел. Арцём Уладзіміравіч Камінскі; род. 1 марта 1994, Бобруйск, Могилёвская область) — белорусский футболист, выступавший на позиции полузащитника.

## Карьера
Воспитанник футбольной академии бобруйской «Белшины». В 2010 году футболист стал выступать в дублирующем составе клуба. В июне 2014 года стал подтягиваться к играм с основной командой. Дебютный матч сыграл 15 июня 2014 года против жодинского «Торпедо-БелАЗ», выйдя на замену на 86 минуте. Дебютный гол за клуб забил 26 июля 2014 года в матче Кубка Белоруссии против клуба «ФСК Гродненский». По окончании сезона футболист покинул клуб.
В марте 2015 года футболист присоединился к светлогорскому «Химику». Дебютировал за клуб 19 апреля 2015 года в матче против «Берёзы-2010», выйдя на поле в стартовом составе. Провёл за клуб всего лишь первую половину чемпионата, чередуя матчи в стартовом составе и со скамейки запасных, результативными действиями не отличившись. В 2016 году футболист присоединился к «Осиповичам», вместе с которыми выступал во Второй лиге. В августе 2016 года завершил профессиональную карьеру футболиста.